# عضلة أنفية
العضلة الأنفية هي أحد عضلات الأنف والتي وضيفتها هي ضغط الغضاريف الأنفية. هي العضلة المسؤولة عن نفخ فتحات الأنف.
هي تتكون من جزئين عرضي وجنبي (جناحي) :
- الجزء العرضي :

ينشأ من الفك العلوي، فوق وعلى جانبي الحفرة القاطعة، اليافها تمتد إلى الأعلى وإلى ناحية الوسط، وتمتد إلى صفاق رقيقة والتي تكمل على قصبة الأنف، ومع وجود عضلات في الجهة المعاكسة إلا انها تشد فتحات الأنف وتغلقها بشكل كامل.
- الجزء الجنبي :

ينشأ من الفك العلوي من خلال الأسنان القاطعة الجنبيه (الرباعيات) و يندمج مع الغضروف الجنبي الأكبر. أليافها تميل إلى الأرتباط مع العضلة الخافضة للحاجز، وكانت توصف على انها جزء من تلك العضلة.

## معرض الصور

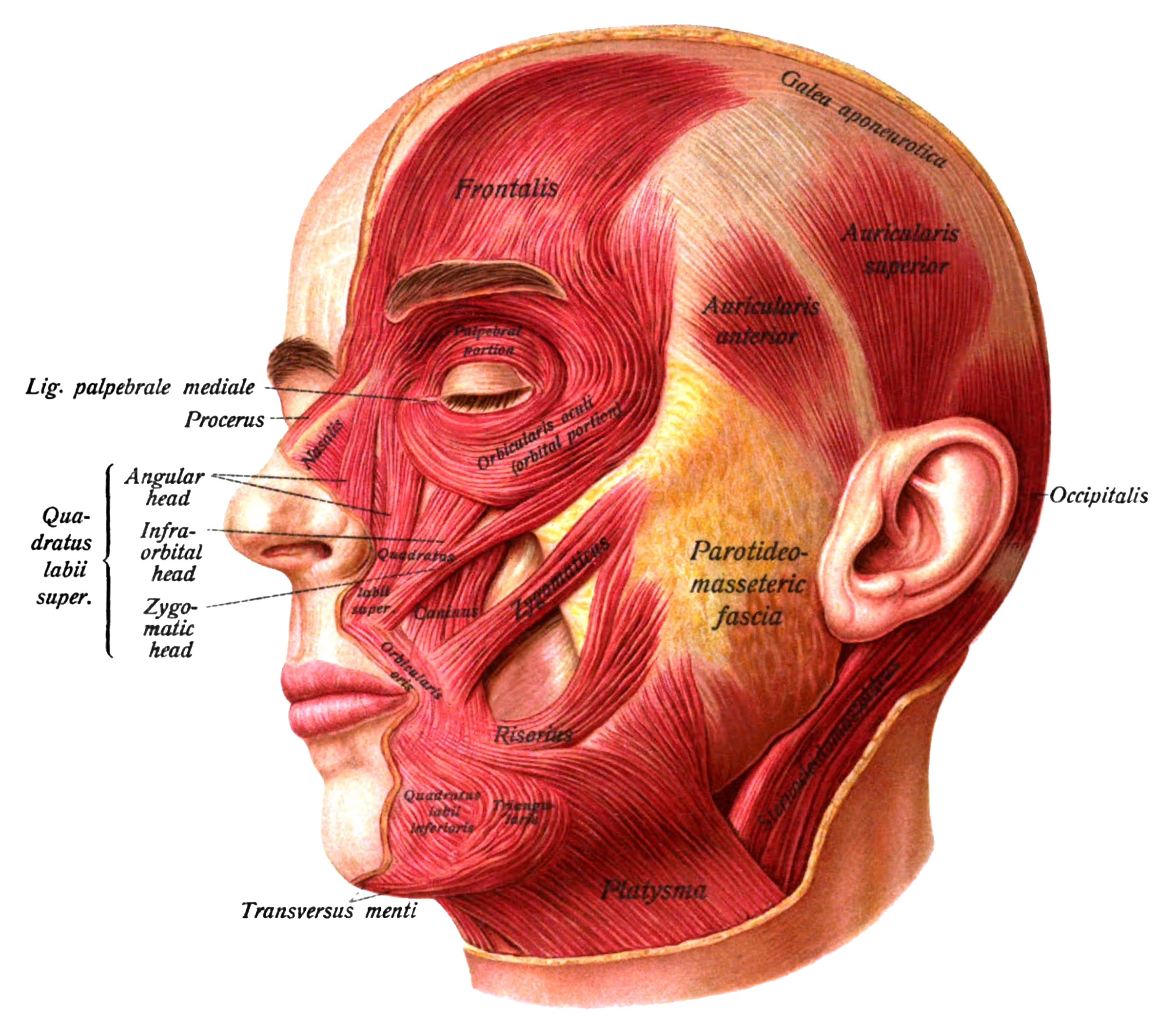
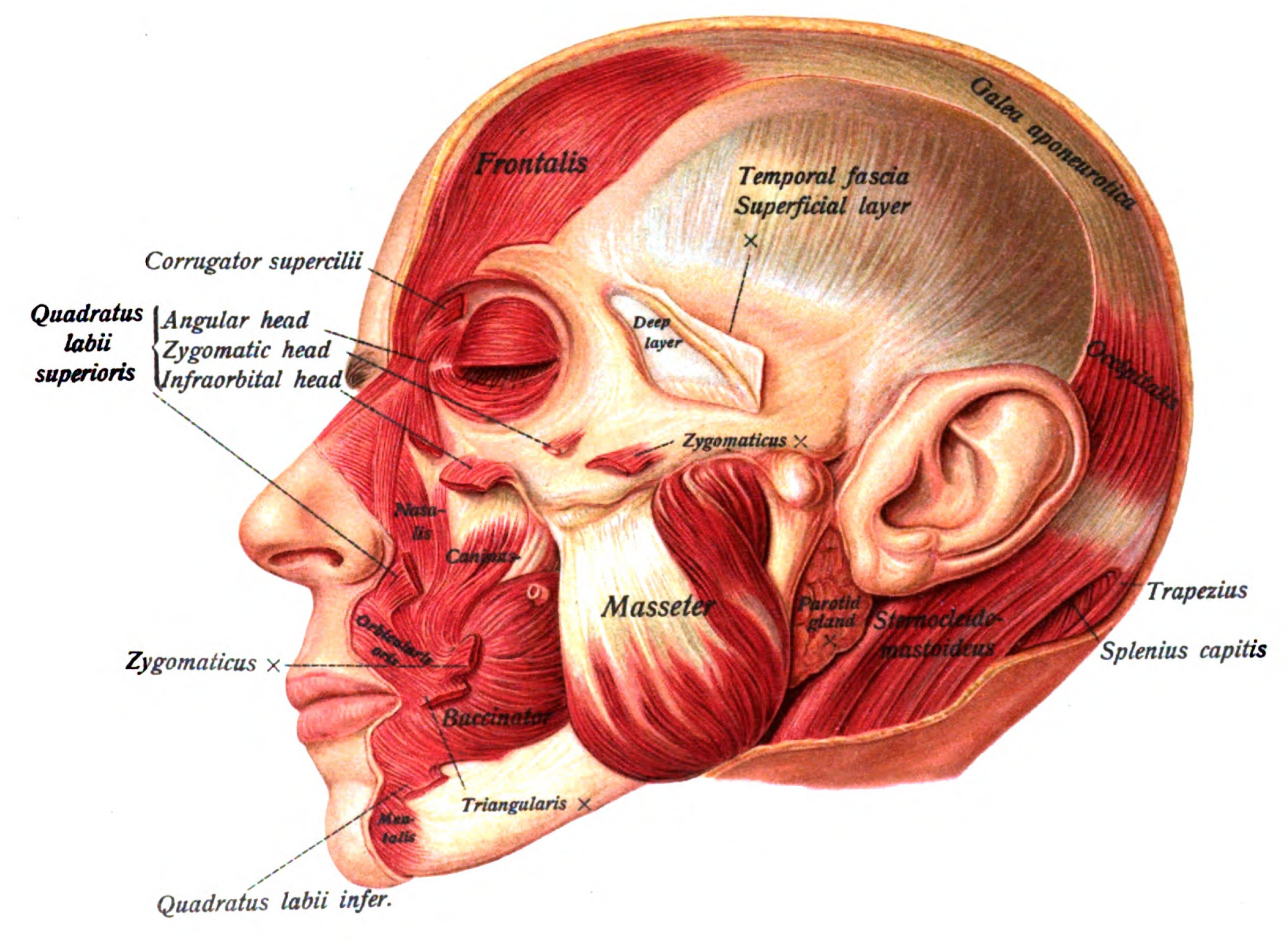
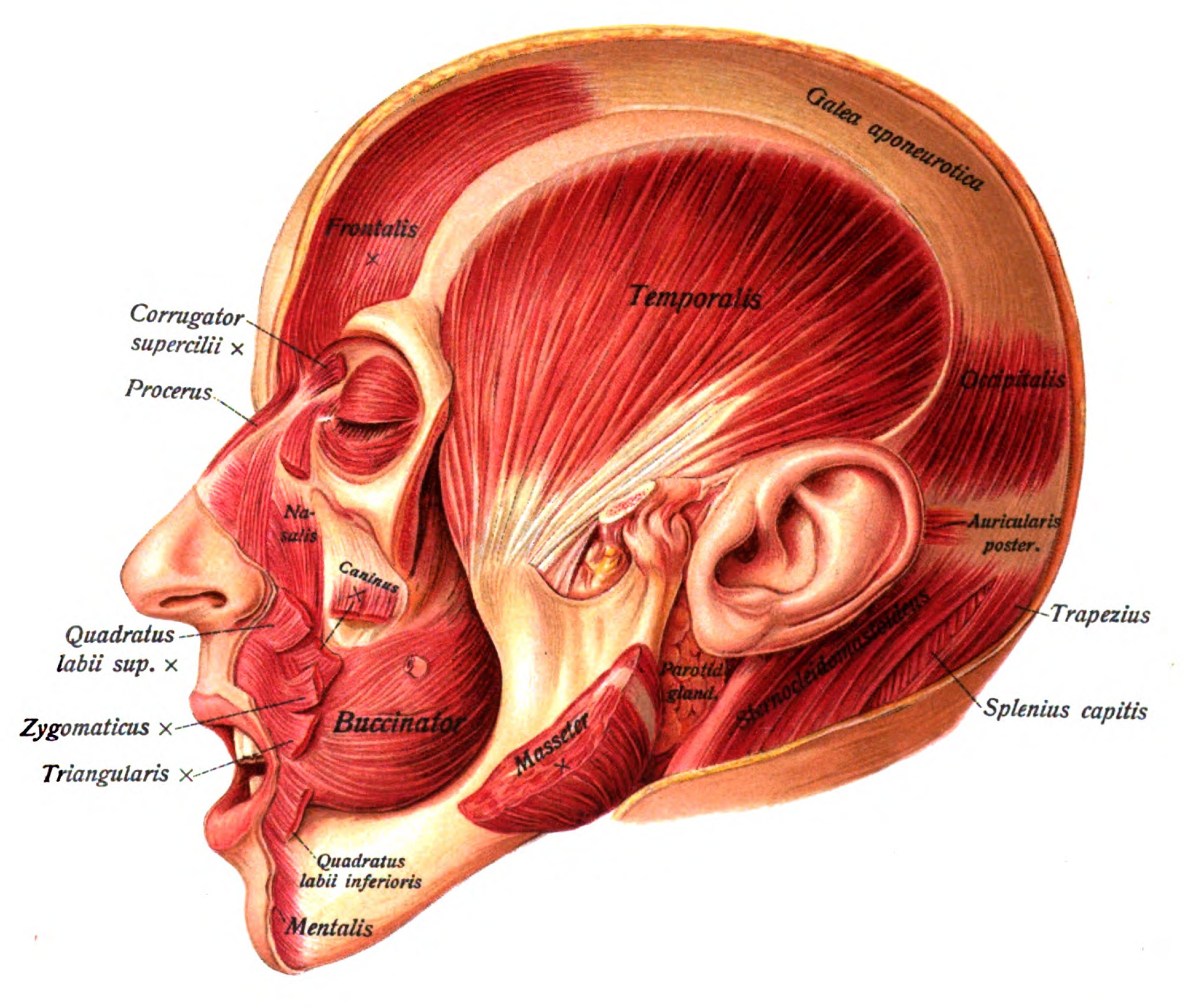
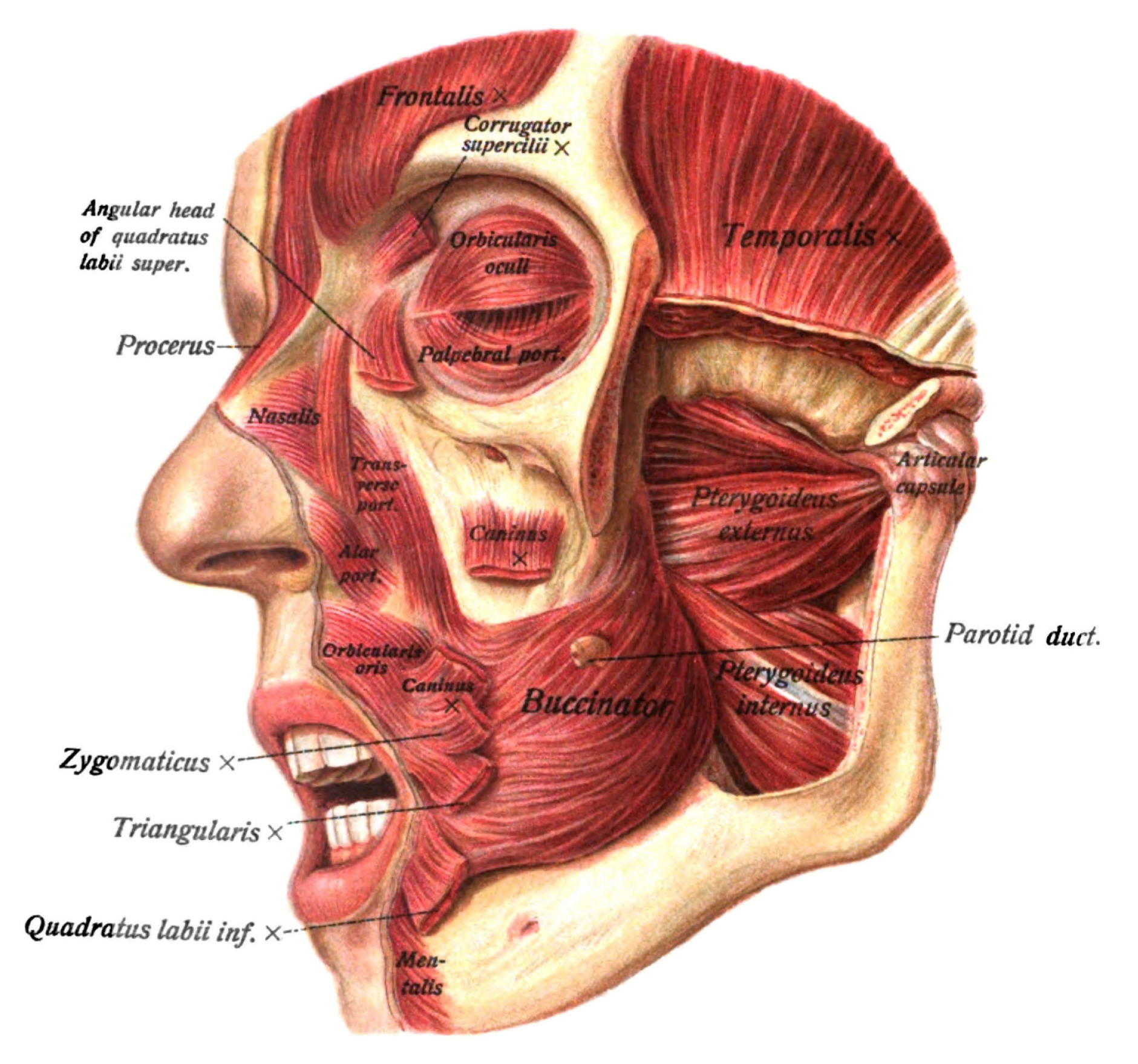
موقع العضلة الأنفية (موضحة باللون الأحمر).
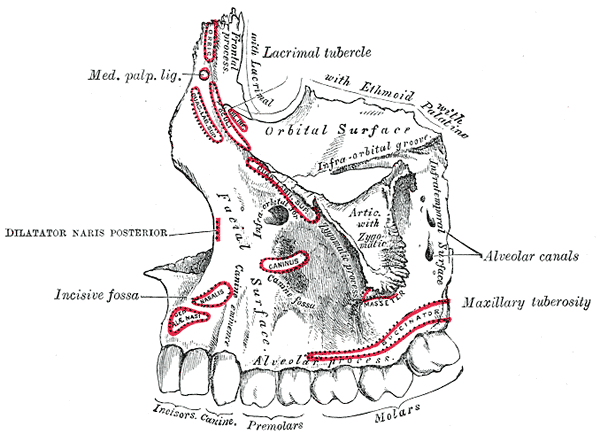
السطح الخارجي للفك العلوي الأيسر.